# Thivet
Thivet é uma comuna francesa na região administrativa de Grande Leste, no departamento de Haute-Marne. Estende-se por uma área de 15,37 km². Em 2010 a comuna tinha 272 habitantes (densidade: 17,7 hab./km²).